# Baryscapus fumipennis
Baryscapus fumipennis är en stekelart som först beskrevs av Girault 1917.  Baryscapus fumipennis ingår i släktet Baryscapus och familjen finglanssteklar. Inga underarter finns listade.